# Стикс (река, Тасмания)
Стикс (англ. Styx River) — река на острове Тасмания (Австралия), правый приток реки Деруэнт. Она берёт своё начало в горах национального парка Саут-Уэст и течёт в восточном направлении, впадая в реку Деруэнт в районе Буши-Парка, немного выше по течению от Нью-Норфолка.

## География

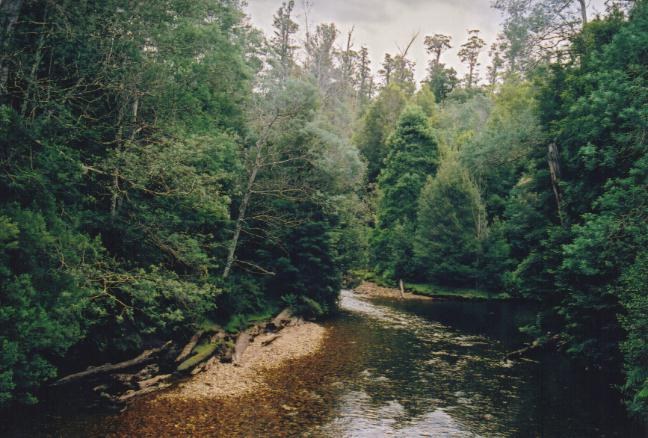
Долина реки Стикс

Исток реки Стикс находится в горах национального парка Саут-Уэст, на юго-восточном склоне горы Мюллер (Mount Mueller, 1245 м) на высоте около 1020 м, примерно в 10 км восточнее озера Гордон (Lake Gordon) и в 5 км южнее автомобильной дороги  Гордон-Ривер (Gordon River Road). Гора Мюллер была названа в честь немецкого естествоиспытателя Фердинанда фон Мюллера (1825—1896).
По ходу течения в реку Стикс впадает река Саут-Стикс (или Южный Стикс — South Styx River), а также несколько ручьёв, среди которых Чарон (Charon Rivulet), Биг-Крик (Big Creek), Клифф (Cliff Creek) и Джубили (Jubilee Creek).
После впадения реки Саут-Стикс река Стикс протекает между двумя горными хребтами — Мейдена (Maydena Range) на севере и Сноуи (Snowy Range) на юге. Одна из гор в хребте Сноуи носит то же имя, что и река — гора Стикс (Mount Styx, 1091 м).
Река Стикс впадает в реку Деруэнт в районе Буши-Парка, примерно в 15 км выше по течению от Нью-Норфолка.
Согласно делению, принятому для бассейна реки Деруэнт, бассейн реки Стикс принадлежит к Нижнему Деруэнту, общая площадь которого равна 1517 км². Бассейн реки Стикс занимает примерно 23 % этой территории — 347 км². Длина реки — примерно 58,5 км. Средний расход воды реки Стикс — 8,4 м³/c.
В долине реки Стикс растут самые старые и высокие в регионе эвкалиптовые леса, часть которых была включена в природоохранные зоны.

## Рыбная ловля
Река Стикс является одним из мест для рыбной ловли в Тасмании. В частности, в реке водится кумжа (brown trout).